# Hessen-Kassel
Hessen-Kassel var en tidigare monarkisk småstat i Tysk-romerska riket från 1567 till 1803 och är samtidigt namnet på den dynasti som regerade där. 
Efter 1803 och fram till 1866 hette landet Kurfurstendömet Hessen och kallades kortfattat för Kurhessen. Dynastin är utgrenad ur Hessiska ätten.

## Lantgrevskapet från 1567 fram till 1803 och en kung av Sverige
Vid Filip den ädelmodiges död 1567 delades hans riksfurstendöme, lantgrevskapet Hessen, mellan hans söner, och den lott som föll på hans äldste son, Vilhelm IV av Hessen-Kassel, som inrättade Kassel till sin residensstad. Han efterträdare Moritz den lärde av Hessen-Kassel konverterade 1605 till den reformerta läran och deltog i trettioåriga kriget på den protestantiska sidan.
Han abdikerade 1627 till förmån för sin son Vilhelm V av Hessen-Kassel, och fram till 1650 regerades landet av en förmyndarregering ledd av lantgrevens mor. Vid Westfaliska freden 1648 förvärvade hon Hersfeld och större delen av grevskapet Schaumburg. Hon kom även att förvärva Marburg från Hessen-Darmstadt.
Efter den minderårige Vilhelm VII av Hessen-Kassel (1663–70) följde dennes bror Karl I av Hessen-Kassel (1670–1730), vars son Fredrik I 1720 blev vald av riksens ständer till Sveriges kung.
Fredrik gifte sig med Karl XII:s syster Ulrika Eleonora. Ulrika Eleonora efterträdde sin bror 1718 och abdikerade sedan till förmån för sin man, så att Fredrik därmed blev kung av Sverige. År 1730 efterträdde han också sin far som lantgreve av Hessen-Kassel, som således var i personalunion med Sverige till hans död 1751. Fredrik I och Ulrika Eleonora fick inga barn, så lantgrevevärdigheten gick sedan vidare till Fredriks bror Wilhelm VIII som under tiden fungerat som ståthållare över Hessen-Kassel medan Fredrik regerade i Sverige, och den svenska riksdagen valde en annan tronföljare.
Vilhelm VIII efterträddes av sin katolske son Fredrik II, som gjorde sig illa beryktad genom att för omkring 20 miljoner thaler sälja 22 000 soldater till Storbritannien för att användas i amerikanska frihetskriget 1776–84. Lantgreve Ludvig IX (1785–1821) blev 1792 indragen i koalitionskrigen mot Frankrike och förlorade i freden i Lunéville landet väster om Rhen till Frankrike. Som ersättning erhöll han 1803 riksstaden Gelnhausen och några enklaver samt kurvärdigheten. Som kurfurste lät sig Ludvig IX kalla sig Vilhelm I.

## Regerande lantgrevar (1509–1803)

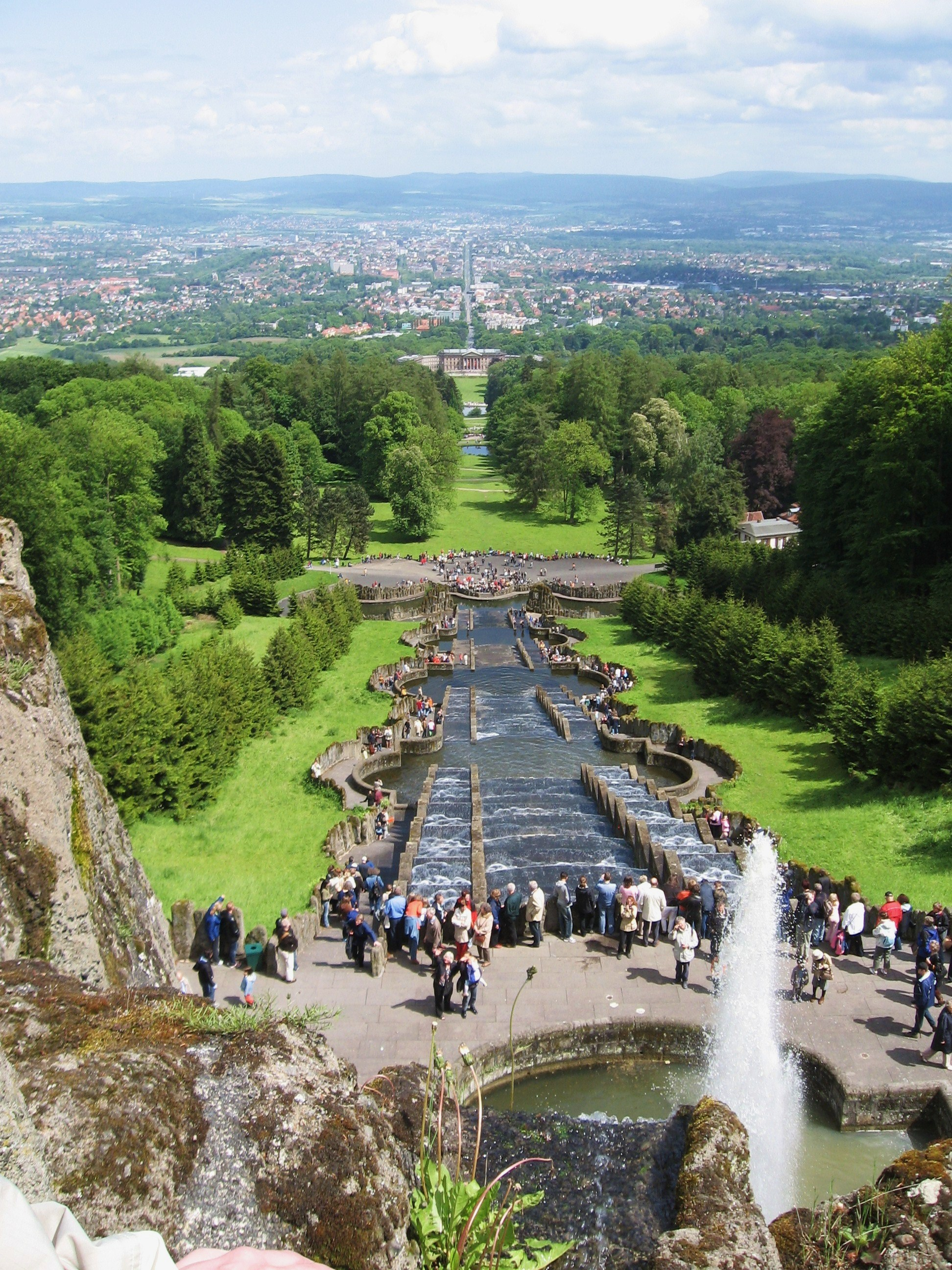
Vy från Bergpark Wilhelmshöhe mot Schloss Wilhelmshöhe och Kassel.

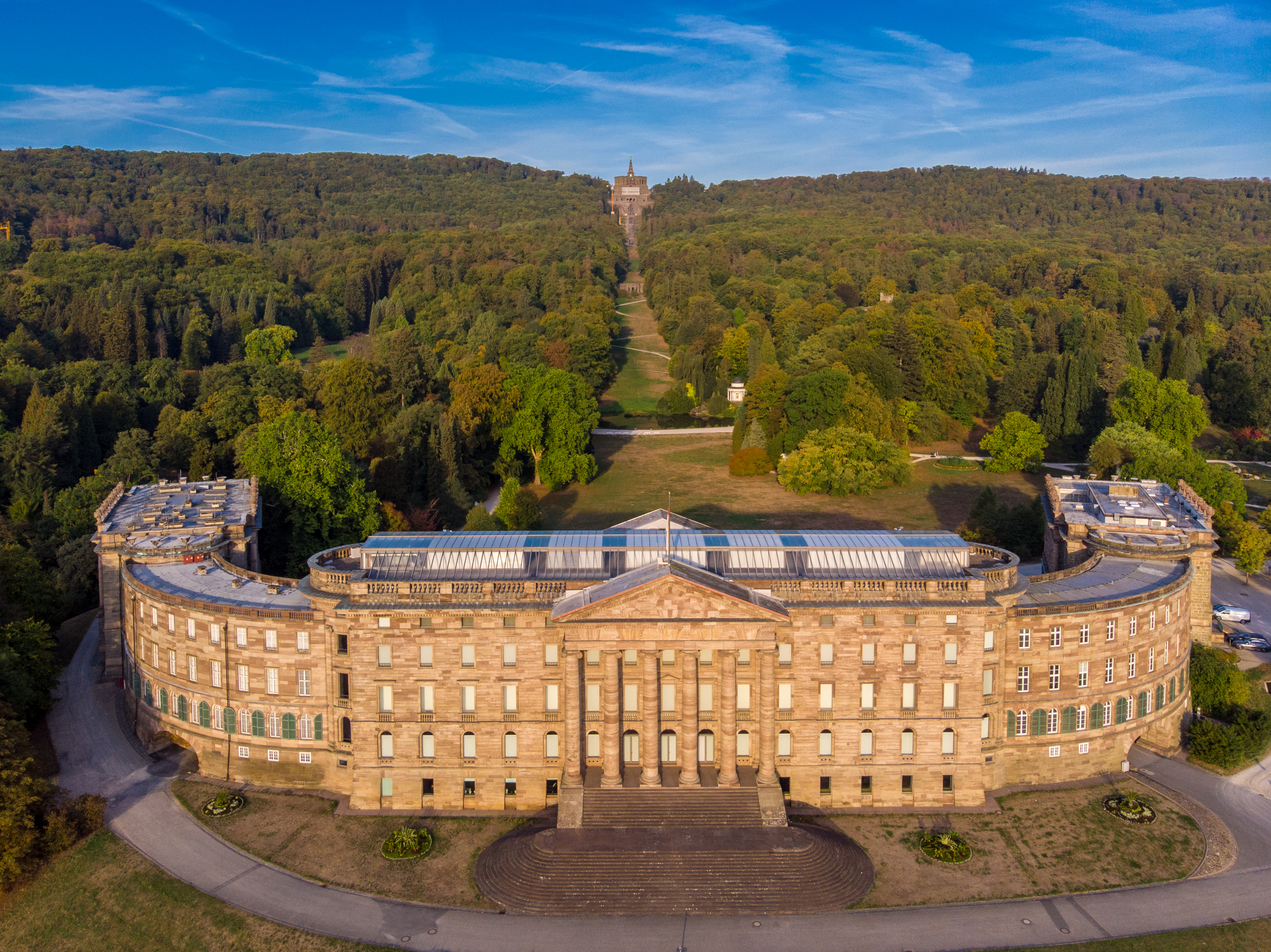
Schloss Wilhelmshöhe.

| Nr | Namn                         | Porträtt | Regeringstid | Noter                                                                                       |
| -- | ---------------------------- | -------- | ------------ | ------------------------------------------------------------------------------------------- |
| 1  | Wilhelm IV (1532–1592)       |          | 1567–1592    |                                                                                             |
| 2  | Moritz den lärde (1572–1632) |          | 1592–1627    | Abdikerade 1627 till förmån för sin son                                                     |
| 3  | Wilhelm V (1602–1637)        |          | 1627–1637    |                                                                                             |
| 4  | Wilhelm VI (1629–1663)       |          | 1637–1663    | Företräddes av sin mor, Amalie Elisabeth av Hanau-Münzenberg, som förmyndarregent 1637–1650 |
| 5  | Wilhelm VII (1651–1672)      |          | 1663–1670    | Företräddes av sin mor, Hedvig Sofia av Brandenburg, som förmyndarregent                    |
| 6  | Karl (1654–1730)             |          | 1670–1730    | Företräddes av sin mor, Hedvig Sofia av Brandenburg, som förmyndarregent till 1677          |
| 7  | Fredrik I (1676–1751)        |          | 1730–1751    | Även kung av Sverige från 1720                                                              |
| 8  | Wilhelm VIII (1682–1760)     |          | 1751–1760    |                                                                                             |
| 9  | Fredrik II (1720–1785)       |          | 1760–1785    |                                                                                             |
| 10 | Wilhelm IX (1743–1821)       |          | 1785–1803    | Utropad 1803 till kurfurst Wilhelm I av Hessen och regerande som sådan till 1821            |

### Sidogrenar
Från huset Hessen-Kassel har olika grenar utsöndrats. Från tre bröder till lantgreve Vilhelm V stammar Hessen-Rothenburg (utdöd 1658) och Hessen-Eschwege (utdöd 1655), samt Hessen-Rheinfels, som ärvde de båda förra grenarnas besittningar och själv delades i Hessen-Rheinfels-Wanfried och Hessen-Rheinfels-Rotenburg, som under överhöghet av den i Hessen-Kassel regerande linjen intill 1834, då den utdog alla hade betydliga besittningar i Hessen-Kassel.
En annan från Hessen-Kassel avsöndrad gren var Hessen-Philippstahl, stammande från Vilhelm VII:s och Karl I:s yngre bror Filip. Liljen, som för sina besittningar saknade politisk oavhängighet, utdog 1925. Från Filips andra son Vilhelm stammar den ännu fortlevande grenen Hessen-Philipsthal-Barchfeld.

### Kurfurstar (1803–1866)
Kurfurstar (1803–1866):
- (1785-) 1803–1821 Vilhelm I av Hessen-Kassel (i exil 1807–1813)
- 1821–1847 Vilhelm II av Hessen-Kassel
- 1847–1866 Fredrik Vilhelm I av Hessen-Kassel, avled barnlös 1875

Kurfurstendömet Hessen annekterades av Preussen efter att ha ställt sig på Österrikes sida i tyska enhetskriget.

### Titulära huvudmän för ätten
Titulära Lantgrevar: (sidolinje 1875 som övertog den då detroniserade ättens huvudmannaskap)
- 1803–1837 Fredrik av Hessen-Kassel, kurfurst Wilhelm I:s yngre bror som fick titeln lantgreve vid broderns upphöjelse till kurfurste
- 1837–1867 Wilhelm av Hessen-Kassel
- 1867–1884 Fredrik av Hessen-Kassel (1820–1884), även ättens huvudman från 1875
- 1884–1888 Fredrik Wilhelm
- 1888–1925 Alexander Fredrik (död 1945)
- 1925–1940 Fredrik Karl (vald men aldrig tillträdd kung av Finland 1918)
- 1940–1981 Philipp
- 1981–2013 Moritz
- 2013–nuvarande Donatus

Fredrik Wilhelm var gift med Anna av Preussen, brorsdotter till kejsar Vilhelm I. De fick tre söner, som i tur och ordning kom att bli huvudmän för ätten. Den yngste av dem, Fredrik Karl, gifte sig med kejsar Vilhelm II:s av Tyskland syster och valdes till kung av Finland 1918, ett ämbete som han emellertid aldrig tillträdde utan avsade sig två månader senare; Finland blev sedan republik 1919.
Tyskland blev en republik med novemberrevolutionen 1918, och dynastin Hessen-Kassel är sedan dess en högadlig ätt med ett stort förflutet, men ingen särställning. Landet Hessen-Kassel blev 1945 en del av det nybildade Stor-Hessen sedan andra världskrigets segrarmakter hade upplöst Fristaten Preussen. Stor-Hessen bytte namn till Hessen redan 1946 och är nu en av Förbundsrepubliken Tysklands förbundsländer.